# Neogale felipei
Neogale felipei (syn. Mustela felipei) — ссавець, дрібний хижак з родини мустелові (Mustelidae).

## Середовище проживання
Країни поширення: Колумбія, Еквадор. Більшість відомих зразків зібрані в прибережних районах на висоті між 1750 і 2700 метрів, де переважають хмарні тропічні ліси. Зустрічається в обмеженому районі, де вирубка лісу процвітає. N. felipei — ймовірно, найрідкісніша хижа тварина в Південній Америці.

## Морфологія
Голова і тіло довжиною 217–315 мм, хвіст довжиною 100–224 мм, задні ступні довжиною 41–55 мм, вуха довжиною 15–18 мм. Зубна формула: I 3/3, C 1/1, P 3/3, M 1/2 = 34.
Хутро відносно довге, м'яке і щільне. Верх тіла і весь хвіст рівномірно чорно-коричневі, а низ світло-помаранчево-бурий. Грудна клітка має невелике коричневі плями. Хвіст короткий, сильний і волохатий. Ноги короткі, ступні чорні. Всі чотири підошовні поверхні голі і є великі міжпальцеві перетинки, як вважається, пристосування до напівводного життя. Тіло струнке, голова і шия подовжені. Очі та вуха маленькі. 

## Поведінка
Солітарний. 